# Адам, Йекутиэль
Йекутиэль (Кути) Адам (3 ноября 1927, Тель-Авив, Палестина — 10 июня 1982, Кафр-Доха, Горный Ливан) — генерал-майор Армии обороны Израиля, погибший в ходе Первой ливанской войны.

## Биография
Адам родился в Тель-Авиве в семье горских евреев. Назван в честь своего деда Йекутиэля Рабаева, выходца из города Дербент, убитого в 1916 году во время охраны Петах-Тиквы.
В возрасте 15 лет Адам вступил в ряды «Хаганы», а после основания Государства Израиль поступил на службу в бригаде «Гивати».
После исполнения ряда командных должностей был назначен командиром бригады «Голани». По окончании Войны Судного дня, в ходе которой служил главой штаба Северного военного округа и командовал операцией «Десерт» (ивр. מבצע קינוח‎) по захвату форпоста на горе Хермон, был повышен в звании до генерал-майора.
В феврале 1974 года сменил Ариэля Шарона но посту командира дивизии «Амуд ха-Эш», сразу после этого в течение краткого периода командовал бронетанковой дивизией «Синай», а в июле 1974 года был назначен Командующим Южного военного округа.
В марте 1976 года был назначен главой Управления штаба (Оперативного управления) Генштаба армии. В этой должности принял участие в планировании операции «Энтеббе». После учёбы в США вернулся на должность заместителя Начальника Генштаба и главы Управления штаба и принял участие в планировании операции «Опера».
На 1982 год планировалось назначение Адама на пост директора службы внешней разведки «Моссад», однако он был убит в ходе посещения Ливана во время Первой ливанской войны.
Адам был женат и имел двоих детей: дочь Орна и сын Уди, в дальнейшем генерал-майор Армии обороны Израиля, Командующий Северным военным округом с 2005 по 2006 год.
В честь Адама названы улицы в разных городах Израиля и военная база. Именем «Адам» неофициально называется и поселение Гева-Биньямин около Иерусалима.